# Buk (kraj ołomuniecki)
Buk – miejscowość i gmina (obec) w Czechach, w kraju ołomunieckim, w powiecie Przerów. W 2022 roku liczyła 378 mieszkańców.